# Magvenn Poupart
Pour les articles homonymes, voir Poupart.
Pas d'image ? Cliquez ici

a Compétitions nationales et continentales officielles uniquement.

b Matchs officiels uniquement.
Magvenn Poupart, née le 4 octobre 1970 à Honfleur (Calvados), est une joueuse internationale française de rugby à XV évoluant aux postes de deuxième ligne et troisième ligne.

## Biographie
Magvenne Poupart naît en Normandie 4 octobre 1970 à Honfleur de parents bretons. Après des premières pratiques sportives individuelles (danse et équitation) elle découvre le rugby à dix-neuf ans, en 1989, au cours de ses études en AES au Mans. Attirée par les affiches, elle rejoint le club féminin qui se crée à ce moment-là ; elle évolue aux postes de deuxième et troisième ligne.
Elle est sacrée championne de France en 1993.
Elle compte 36 sélections comme titulaire de l'équipe de France,.
Elle fait partie du comité organisateur de la Coupe du monde de rugby à XV 2007. Elle est chargée du développement du rugby à XV féminin en France au sein de la FFR.